# Haysville, Kansas
Haysville är en stad (city) i Sedgwick County, i delstaten Kansas, USA. Enligt United States Census Bureau har staden en folkmängd på 10 883 invånare (2011) och en landarea på 11,9 km².